# Możdżanowo
Możdżanowo (kaszb. Mòżdżónowò, niem. Mützenow) – wieś w Polsce położona w województwie pomorskim, w powiecie słupskim, w gminie Ustka.
Administracyjnie Możdżanowo jest sołectwem.
Stare osiedle. W drugiej połowie XVIII w. działała tu duża kopalnia bursztynu żydowskiego kupca Lieppmanna, wydobywająca surowiec z szybów o głębokości do 23 m. Dziś znajduje się tu jedno z większych w Polsce złóż bursztynu (o zasobności 20-30 t), aktualnie nieeksploatowane. 
We wsi zabytkowy kościół gotycki z XV w. o murach częściowo z 1356 (dolne partie wieży), filialny w rzymskokatolickiej parafii Matki Bożej Częstochowskiej w Duninowie z renesansowymi witrażami z XVII w, późnobarokowym ołtarzem główym, rozbudowany w początku XVII wieku. Liczne domy z XIX w. o konstrukcji szachulcowej.
W latach 1975–1998 miejscowość administracyjnie należała do województwa słupskiego.

## Nazwa
Nazwa ma pochodzenie słowiańskie, ale jej etymologia jest niejedoznaczna z powodu mnogości zapisów historyczych i możliwych interpretacji:
- nazwa o charakterze dzierżawczym derywowana od imienia Micen, Micek, pomorskich form zdrobniałych od imienia Michał, przy pomocy formantu -owo; taką interpretację sugeruje konsekwencja zapisów niemieckich. Poprawną rekonstrukcją byłaby wówczas forma *Micenowo[10];
- nazwa o charakterze dzierżawczym derywowana od imienia Mszczon (por. Mszczonów), przy pomocy formantu -owo. Poprawną rekonstrukcją byłaby forma *Mszczonowo[10];
- nazwa o charakterze dzierżawczym derywowana od nazwiska Możdżen, Możdżeń, spotykanego głównie na terenie Warmii i Mazur (por. Możdżany, Możdżenie, przy pomocy formantu -owo[10];
- nazwa o charakterze toponimicznym derywowana od psł. przymiotnika *močьnъ „mokry” przy pomocy formantu -owo. Tę etymologię odzwierciedla nazwa Mocznowo używana przejściowo po II wojnie światowej[10].

Nazwa niemiecka Mützenow jest adaptacją fonetyczną pierwotnej nazwy słowiańskiej.

## Galeria

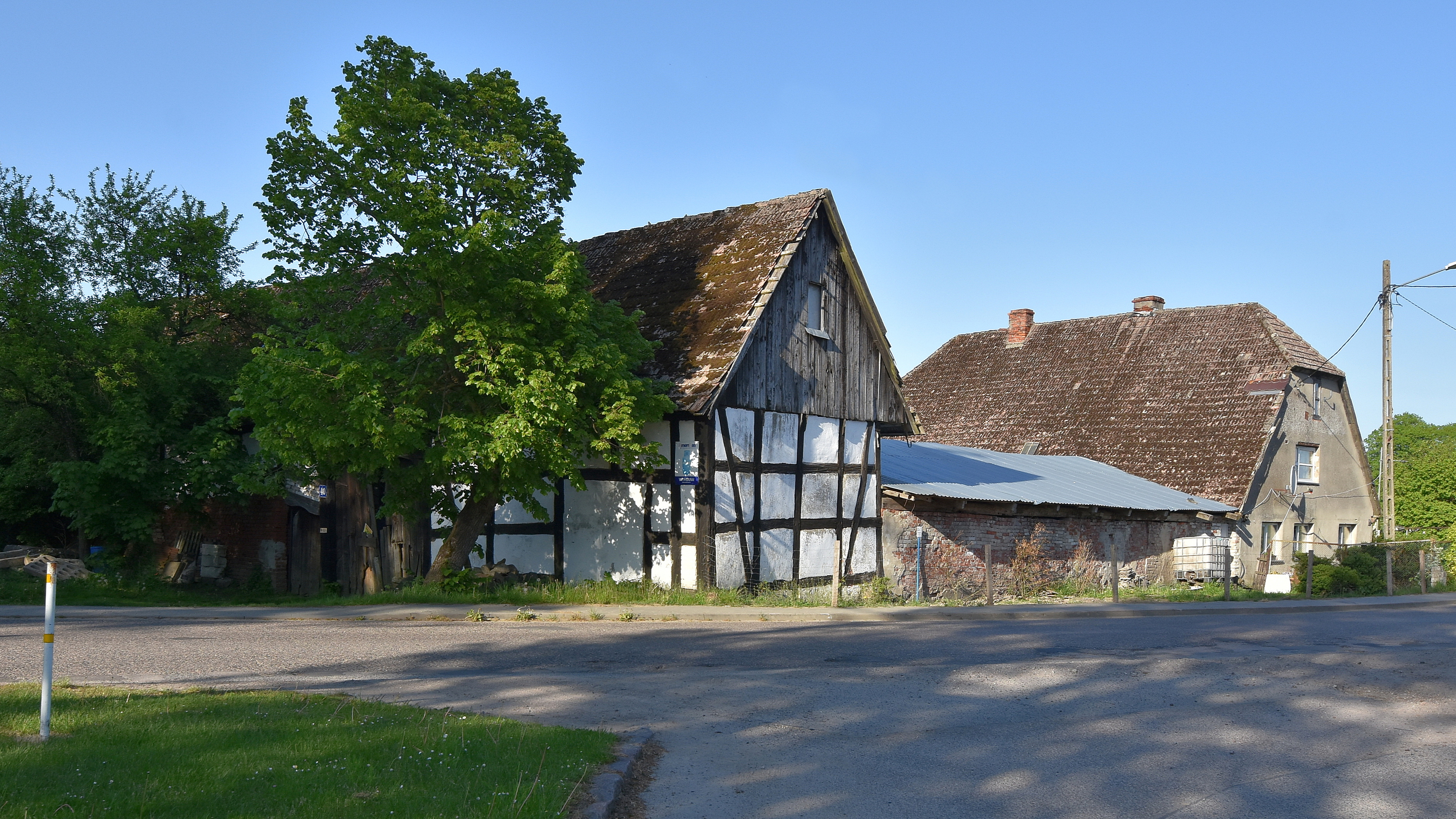
Zabudowa szachulcowa
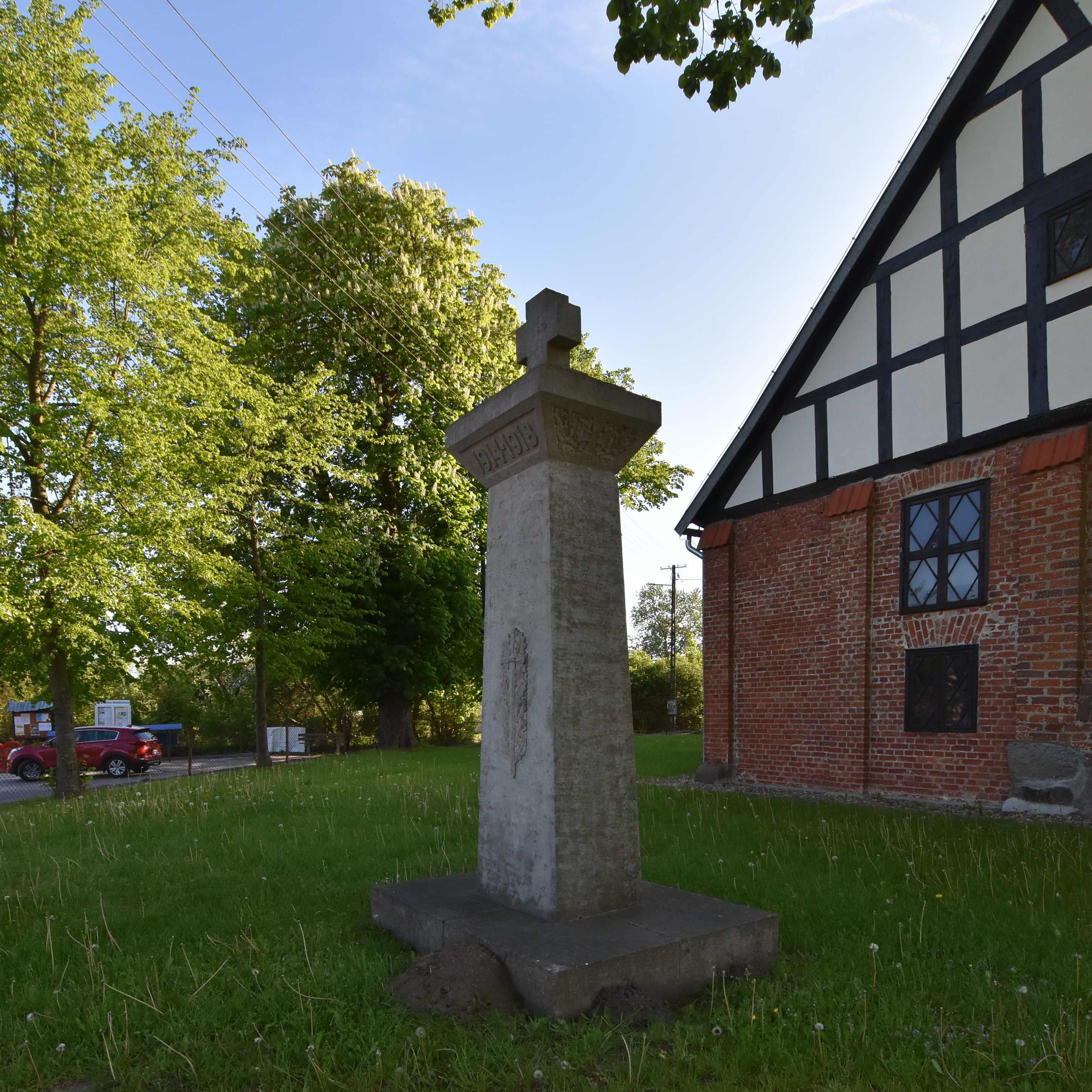
Pomnik poległym w I wojnie światowej